# Bibliothèque de la Cité de l'architecture et du patrimoine
Bibliothèque de la Cité de l'architecture et du patrimoine (česky Knihovna Města architektury a národního dědictví) je knihovna, která se specializuje na moderní a současnou architekturu ve Francii i v zahraničí. Nachází se v Paříži v paláci Chaillot. Knihovna je vyzdobena replikou románské nástěnné malby opatství Saint-Savin-sur-Gartempe ze sbírek Muzea francouzských památek.

## Poslání
Knihovna vznikla v roce 1981 jako součást Francouzského institutu architektury, po jeho sloučení se stala knihovnou Cité de l'architecture et du patrimoine a byla otevřena v roce 2007. V letech 1999–2002 řídící výbor složený z osobností ze světa architektury a knihoven pracoval na struktuře nové knihovny pro architekturu. Omezený prostor knihovny (1380 m2 veřejného prostoru) nedovolil vytvořit knihovnu pokrývající celé dějiny architektury, proto bylo rozhodnuto zaměřit se pouze na moderní a současnou architekturu.

## Sbírky
Knihovní fond obsahuje knihy (5400 titulů) a časopisy z původní knihovny institutu v ulici Rue de Tournon. V současné době knihovna nabízí celkem 45 000 knih a 450 titulů periodik a rovněž multimediální dokumenty (filmy, databáze) zpřístupněné přes knihovní portál. Kromě samotné architektury jsou zastoupeny i další příbuzné obory jako stavebnictví, architektura a design interiérů, krajina a zahrada, urbanismus a společenské vědy aplikované na město.

## Knihovní portál
Celá sbírka je evidovaná v katalogu, který je přístupný na webových stránkách instituce. Portál umožňuje vyhledávání v rozsáhlých informačních databázích všech oddělení Cité de l'architecture et du patrimoine i v několika externích databázích. Navíc umožňuje přístup vedle knihovny (knihy, časopisy, audiovizuální materiály) také do archivu digitalizovaných dokumentů.